# Движение за самоопределение острова Биоко
Движение за самоопределение острова Биоко (исп. El Movimiento para la Autodeterminación de la Isla de Bioko, MAIB) — подпольная политическая организация Экваториальной Гвинеи, основанная в 1993 году, целью которой является признание автономии народа буби на их традиционной территории, острове Биоко. Официальной же политической организацией народа буби является Союз Буби. Власти Экваториальной Гвинеи запрещают любую деятельность движения MAIB. Его основными представителями являются Вея Чикампо и Хусто Болекиа Болека.

## История

### Предшествующие события
История движения начинается с Союза Буби, который во время испанской колонизации стремился к управлению островом Биоко отдельно от Рио-Муни, где преобладали фанги. Предтечами этого движения являются собрания 27 августа 1964 года в Банее и 18 августа 1966 года в Реболе, на которых звучали националистические идеи Эдмундо Боссио, Аурелио Николаса Итоха и Луиса Махо Сикаха.
После обретения Экваториальной Гвинеей независимости при диктатуре Франсиско Масиаса Нгемы (1968–1979) почти все политики и активисты буби были убиты или отправлены в изгнание, а любое стремление к автономии было устранено. Теодоро Обианг Нгема Мбасого (президент с 1979 г.), выходец из той же семьи, что и Масиас, которого Обианг Нгема сверг, так и не установив демократический режим, продолжал репрессии в отношении движений, считавшихся сепаратистскими.

### Основание
MAIB появился в 1993 году и начал пользоваться поддержкой традиционных лидеров буби и части буби-населения острова Биоко, а также эмигрантов, проживающих в основном в Испании.
Жестокая реакция правительства после событий 21 января 1998 года, во время которых буби из Биоко стремились добиться автономии от централизма Обианга, разрушила всякую надежду на автономию, а причастные к этому были убиты на Черном пляже и лагере Рабата в Малабо. Точное описание развития событий можно найти в романе «ОКИРИ» Франко Лелли, свидетеля восстания буби в Малабо.
В августе 1998 года движение участвовало в написании так называемого «Общего демократического пакта о национальном примирении, управлении и политической стабильности Экваториальной Гвинеи» вместе с Конвергенцией за социальную демократию (CPDS), Народным действием Экваториальной Гвинеи (APGE) и Партией Демократической коалиции Экваториальной Гвинеи (ДКД).
В январе 2005 года MAIB участвовало в создании коалиции «Демократы за перемены для Экваториальной Гвинеи» .
В 2018 году MAIB участвовал в подписании «Законопроекта о демократическом транзите в Экваториальной Гвинее» вместе с Коалицией CORED, Народным действием Экваториальной Гвинеи (APGE), Народным союзом (UP) и  Партией прогресса Экваториальной Гвинеи (PPGE).